# Postvorta
Postvorta is een studioalbum van Mooch. Het was het eerste album van die band dat op compact disc verscheen. Dat terwijl voorganger Planetfall nog op uitgifte lag te wachten. Postvorta is het derde en laatste album in een reeks die begon met ¬3001 en Planetfall. Het album laat artificiële intelligentie de planeet Postvorta onderzoeken.

## Musici
- Stephen Palmer – gitaar, toetsinstrumenten, effecten
- Conan McPhee – basgitaar
- Hazel Dean en Mike Wright – zang, Tibetaanse zang, gongs en bellen

## Muziek
| Nr. | Titel              | Duur |
| --- | ------------------ | ---- |
| 1.  | Biomass transputer |      |
| 2.  | Extended life      |      |
| 3.  | Postvorta          |      |
| 4.  | Winged beings      |      |
| 5.  | Human and Euyyuch  |      |